# Apocalipsis (género literario)

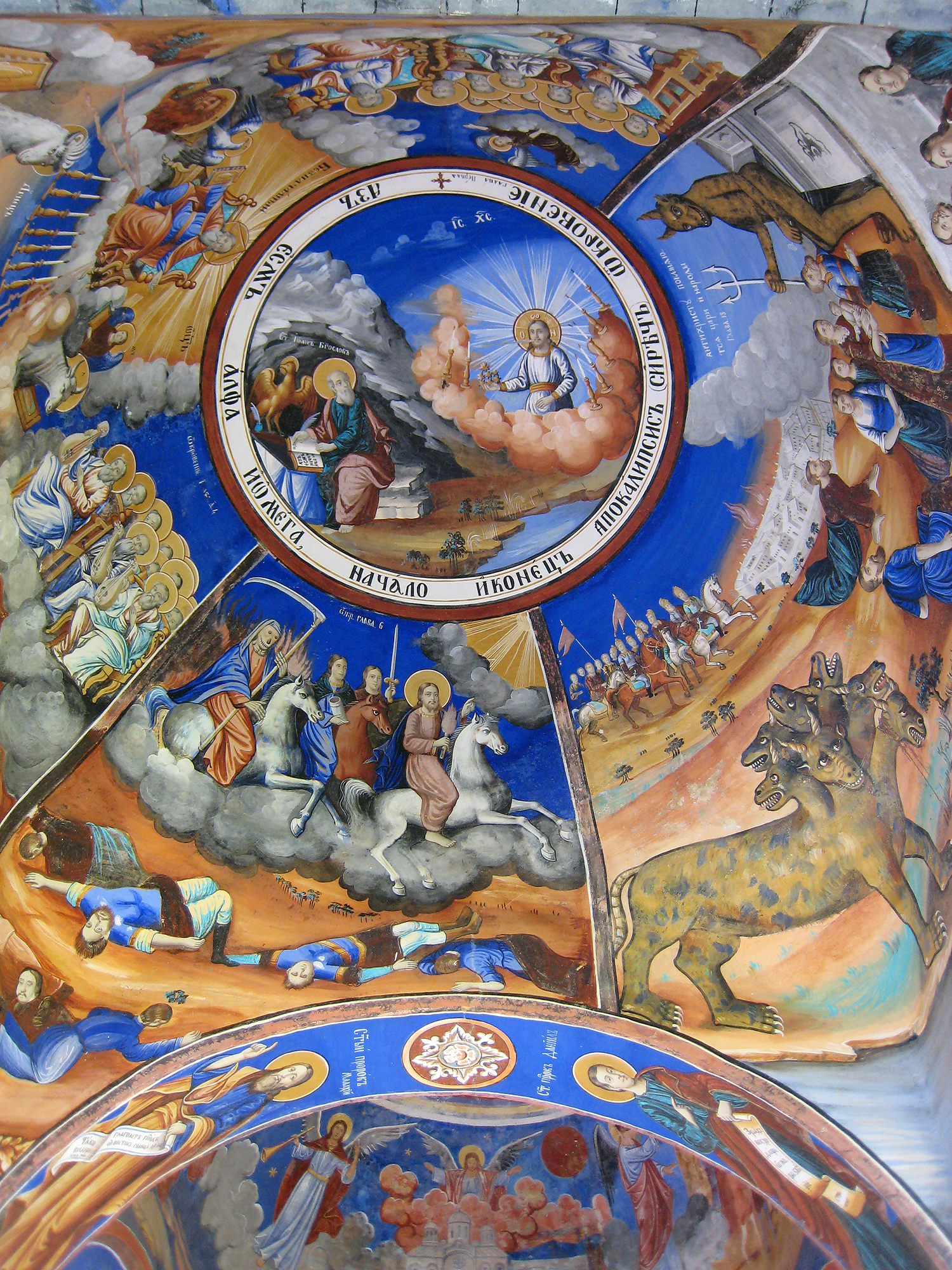
Apocalipsis representado en frescos tradicionales ortodoxos cristianos en el monasterio de Osogovo, Macedonia del Norte

Apocalipsis (del griego antiguo: ἀποκάλυψις [apokalypsis] ‘revelación, divulgación’) es un género literario en el que un ser sobrenatural revela misterios cósmicos o el futuro a un intermediario humano. Los medios de mediación incluyen sueños, visiones y viajes celestiales, y suelen presentar imágenes simbólicas extraídas de la Biblia hebrea, estudios cosmológicos e históricos (pesimistas), la división del tiempo en periodos, numerología esotérica y afirmaciones de éxtasis e inspiración. Casi todos están escritos utilizando seudónimos, alegando como autor a un personaje venerado de siglos anteriores, como ocurre con el Libro de Daniel, redactado durante el siglo II a. C. pero que lleva el nombre del legendario Daniel.
La escatología, del griego eschatos, último, se refiere a las expectativas sobre el fin de la era actual, y la escatología apocalíptica es la aplicación de la cosmovisión apocalíptica al fin del mundo, cuando Dios castigará a los malvados y recompensará a los fieles. Un apocalipsis suele contener mucho material escatológico, pero no es necesario. Por ejemplo, el bautismo de Jesús en el evangelio de Mateo puede considerarse apocalíptico en el sentido de que los cielos se abren ante la presencia de un mediador divino (la paloma representa el espíritu de Dios) y una voz comunica información sobrenatural, pero no hay ningún elemento escatológico.
Los estudiosos han identificado ejemplos del género desde mediados del siglo II a. C. hasta el siglo II de nuestra era, y se encuentran ejemplos en la literatura persa y grecorromana, así como en la judía y cristiana. El único caso claro en la Biblia judía (Antiguo Testamento) son los capítulos 7-12 del Libro de Daniel, pero hay muchos ejemplos de obras judías no canónicas; el Libro del Apocalipsis es el único apocalipsis del Nuevo Testamento, pero se encuentran pasajes que reflejan el género en los evangelios y en casi todas las epístolas paulinas auténticas.

## Definición e historia
La palabra "apocalipsis" ha llegado a utilizarse popularmente como sinónimo de catástrofe, pero la palabra griega apokálypsis, de la que deriva, significa revelación. John J. Collins lo define como "un género de literatura revelatoria con un marco narrativo, en el que una revelación es mediada por un ser de otro mundo a un receptor humano, revelando una realidad trascendente que es a la vez temporal, en el sentido de que prevé la salvación escatológica, y espacial, en la medida en que implica otro mundo sobrenatural". Más tarde, Collins refinó su definición añadiendo que el apocalipsis "pretende interpretar las circunstancias terrenales presentes desde la perspectiva del mundo sobrenatural y del futuro, e influir tanto en el entendimiento como en el comportamiento de la audiencia por medio de la autoridad divina".
El género del apocalipsis judío y cristiano floreció entre 250 a. C. y 250 d. C., pero sus antecedentes se remontan a mucho antes, en las tradiciones proféticas y sapienciales judías (por ejemplo, Ezequiel 1-3 y Zacarías 1-6) y en las mitologías del Antiguo Oriente Próximo, que han dejado un legado simbólico (por ejemplo, el mar como símbolo del caos en Daniel 7 y Apocalipsis 13:1). El dualismo zoroástrico también puede haber desempeñado cierto papel. Las razones de su auge son oscuras, pero parece haber una conexión con tiempos de crisis, como la persecución de los judíos en el siglo II a. C., reflejada en la última visión de Daniel, o la destrucción del Templo en el año 70 d. C., reflejada en 4 Esdras y 2 Baruc.

## Características

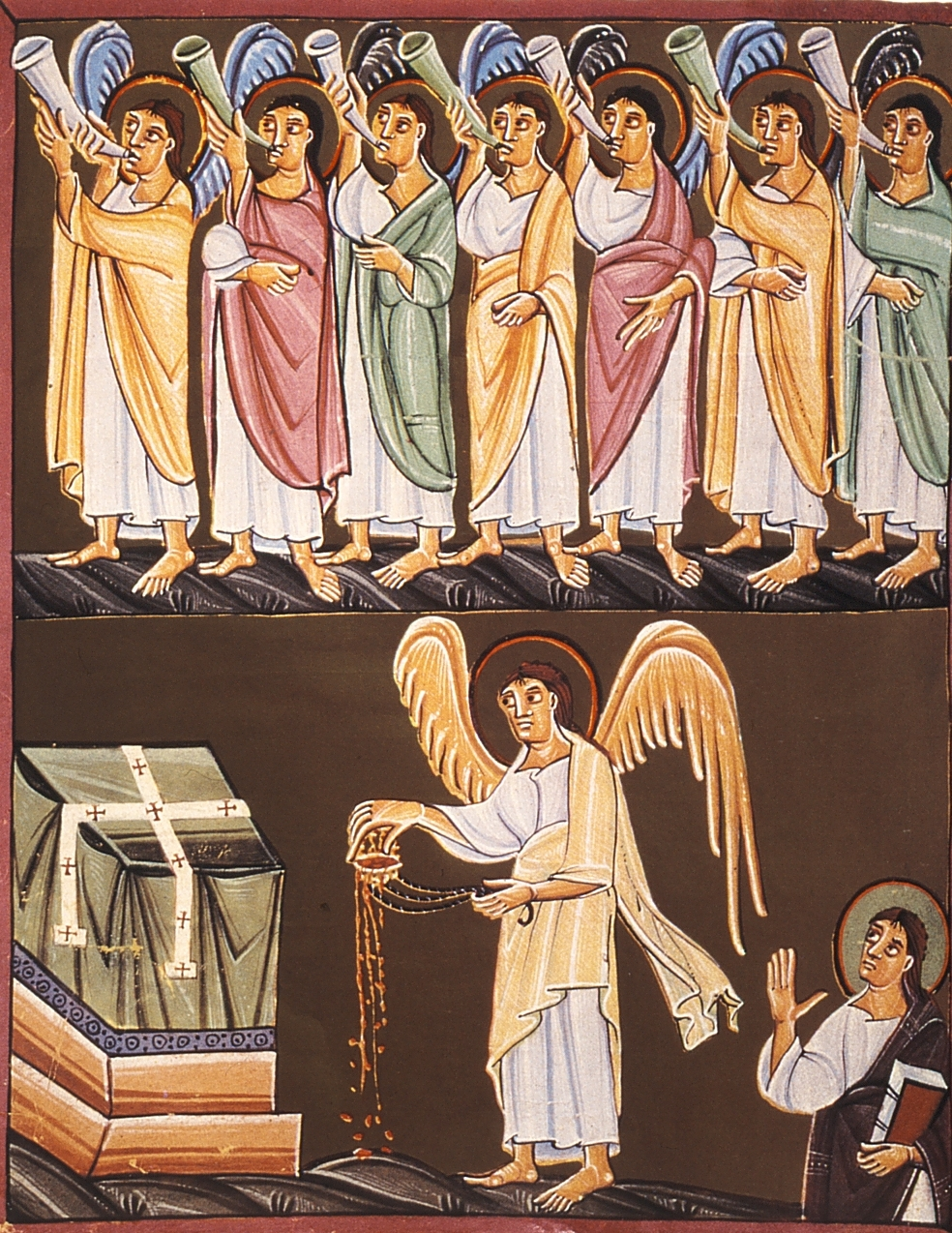
Las Siete trompetas

Las revelaciones apocalípticas se transmiten normalmente a través de sueños y visiones (el mundo antiguo no distinguía entre ellos), ángeles y viajes celestiales. Sirven para conectar dos conjuntos de ejes: el eje espacial, que tiene a Dios y al reino celestial arriba y al mundo humano abajo, y el eje temporal del presente y el futuro.
La revelación demuestra así que Dios gobierna el mundo visible, y que los días actuales conducen a un tiempo final en el que se hará justicia divina y el gobierno de Dios se hará visible. Las imágenes míticas, con raíces en textos de la Biblia hebrea y ricas en significado simbólico, son una característica importante del género.
Otras características son el trascendentalismo, la mitología, los estudios cosmológicos e históricos pesimistas, el dualismo ( incluyendo una doctrina de dos edades y la división del tiempo en periodos), la numerología (por ejemplo, el "número de la bestia" en el Apocalipsis), las afirmaciones de éxtasis e inspiración y el esoterismo.
Con la excepción del Apocalipsis de Juan, los autores de obras apocalípticas publicaron sus libros bajo seudónimos. El Libro de Daniel, por ejemplo, fue escrito durante el siglo II a. C. pero tomó el nombre del legendario Daniel para su protagonista. Es posible que se recurriera al seudonimato para garantizar la aceptación de las nuevas obras, para proteger a los autores reales de represalias o porque los autores habían experimentado lo que creían auténticas revelaciones del famoso personaje del pasado o se identificaban con él y afirmaban escribir en su nombre.

## Apocalipsis judíos

### Canónicos (incluidos los protoapocalípticos)
- Daniel 7-12
- Ezequiel 38-39
- Isaías 24-27; 33; 34-35
- Jeremías 33:14-26
- Joel 3:9-17
- Zacarías 12-14

### No canónicos
- Apocalipsis arameo
- Apocalipsis de Abraham
- Apocalipsis de Adán
- Apocalipsis de Moisés
- Apocalipsis de Sedrac
- Apocalipsis de Sofonías
- Apocalipsis de Zorobabel
- Apocalipsis griego de Baruc
- Apocalipsis griego de Daniel
- Apocalipsis griego de Esdras
- Apocalipsis siríaco de Baruc
- 3 Enoc
- Génesis apócrifo
- Revelación de Gabriel
- Sefer Elías

## Apocalipsis cristianos y gnósticos

### Canónicos (Nuevo Testamento)
- Judas 14-15
- Las ovejas y los cabritos
- Libro del Apocalipsis
- Mateo 24
- Marcos 13
- 2 Pedro 3
- 2 Tesalonicenses 2
- 1 Timoteo 4

### No canónicos
- Apocalipsis de Esteban
- Apocalipsis copto de Elías
- Apocalipsis de Golias
- Apocalipsis de Pablo
- Apocalipsis de Pedro
- Apocalipsis de Pseudo-Metodio
- Apocalipsis de Samuel de Kalamún
- Apocalipsis de Tomás

### Gnósticos
- Apocalipsis copto de Pablo
- Apocalipsis gnóstico de Pedro
- Primer Apocalipsis de Santiago
- Segundo Apocalipsis de Santiago